# Vlatko Stefanovski

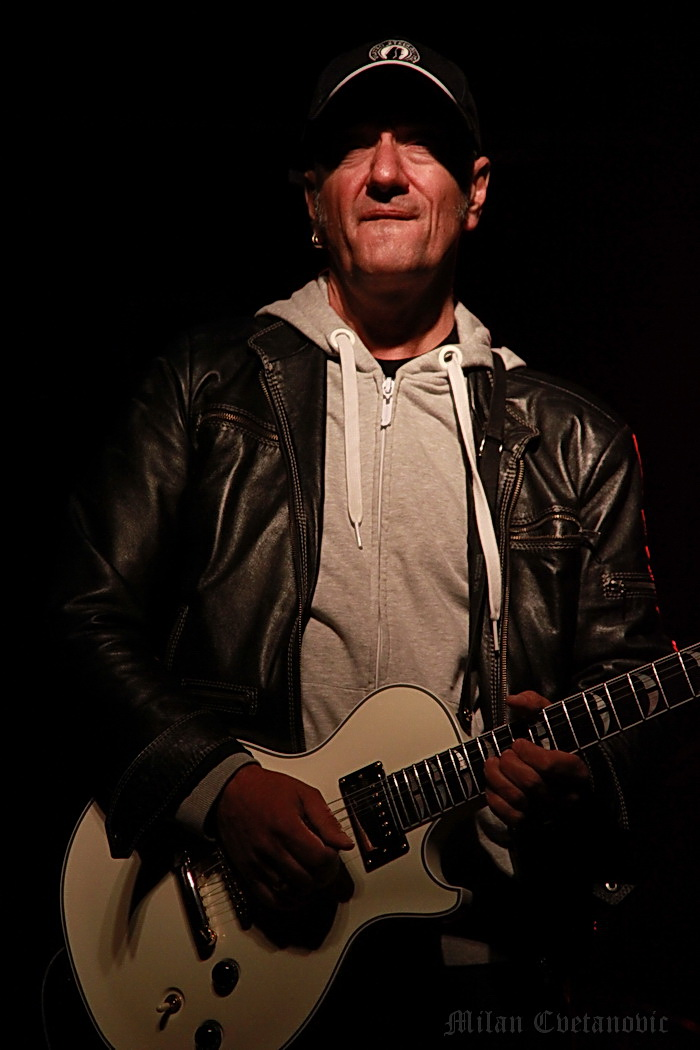
Vlatko Stefanovski (2011)

Vladimir „Vlatko“ Stefanovski (* 24. Januar 1957 in Prilep) ist ein mazedonischer Musiker. Er gilt als einer der bedeutendsten Jazzrock-Gitarristen auf dem Balkan.

## Werdegang
Stefanovski wurde über seinen älteren Bruder zunächst mit den rockmusikalischen Entwicklungen vertraut; über Joni Mitchell entdeckte er später den Jazz. Stilistisch orientierte er sich letztlich an den Gitarristen Allan Holdsworth und Jan Akkerman.
Als Musiker gehörte er zunächst den Gruppen VIS Jegulje, Iris und Breg an. Als Mitglied der Band Leb i Sol (Brot und Salz) nahm er zwischen 1978 und 1991 13 Alben auf; daneben gehörte er auch zur Band von Lala Kovačev. Bereits zu dieser Zeit entstand gemeinsam mit Bodan Arsovski sein Album Zodiac (1990). Es folgte sein Soloalbum Cowboys and Indians, zu dem er Goran Bregović, Zlatko Oriđanski, Ana Kostovska, Mahmut Muzafer, Ilija Pejovski, Goce Dimitrovski und weitere prominente Gastmusiker einlud. 1993 nahm er sein Album Sarajevo auf, das Bühnenmusiken für ein Stück seines Bruders Goran Stefanovski enthielt. Seine Titelmusik Gypsy Song für den Film Gypsy Magic von Stole Popov (1997) wurde auf dem Balkan ein Hit.
Dann umfasste sein Schaffen sowohl Auftritte mit seinem Trio oder mit Miroslav Tadić (Treta Majka, 2004) und das Schreiben von Theater- und Filmmusik; so schuf er die Soundtracks zu den Filmen Reise zur Sonne (1999), Nebeska udica (2000) und Kad svane dan (2012). Zu seinem Album Kula od karti  (2003) holte er Manu Katché. Stefanovski bildete mit Tommy Emmanuel und Stochelo Rosenberg zusammen die Kings of Strings, um 2012 auf Tour zu gehen. Auch ist er auf Alben von Bojan Zulfikarpašić (Koreni), Wanja Lasarowa oder Gibonni zu hören. Kristjan Järvi holte ihn 2013 zu seinem Projekt Balkan Fever mit
Theodosii Spassov, Miroslav Tadić und dem MDR-Sinfonieorchester. Mit dem slowenischen Saxophonisten Vasko Atanasovski arbeitete er im Projekt Fire and Ice.

## Diskographische Hinweise
- Cowboys & Indians (1994)
- 3 Summer Days  (1997)
- Vlatko Stefanovski & Miroslav Tadić: Krushevo (1998)
- Vlatko Stefanovski Trio (1999)
- Kings of Strings (2012)
- Seir (2014)
- Damir Kukuruzović Django Group & Wawau Adler featuring Raphaël Faÿs, Vlatko Stefanovski, Zoran Predin (2014)
- Mother tongue (2017)
- Taftalidze Shuffle  (2020)